# Tank Grote
Tank Grote (někdy též Tank Grotte) byl prototyp sovětského těžkého tanku z roku 1931. Tank vzešel z utajené spolupráce sovětských a německých konstruktérů. Součástí projektu byla silná výzbroj dvou kanónů, uložených ve dvoupatrové dělové věži, které doplňovalo šest kulometů. Výsledky zkoušek prototypu, společně s jeho vysokou cenou, vedly k zamítnutí sériové výroby tanku. Ten byl označen za experimentální konstrukci a uložen v Kubince. Jeho další osud není znám.

## Historie
Sovětský svaz měl ve 20. letech 20. století zájem o získání těžkých tanků (tehdejší terminologií pozičních tanků), sloužících k prorážení nepřátelských linií a vytváření prostoru pro střední tanky. Realizaci prvních sovětských projektů bránila zaostalost tamního průmyslu, či nedostatek výkonných motorů. Vhodné tanky se nepodařilo získat ani ze zahraničí, neboť těžký tank Vickers A1E1 Independent Britové odmítli prodat a Vickers Medium Mark III byl příliš drahý.
Jinou cestou k získání tanků byla spolupráce s německou Výmarskou republikou, která se Sovětským svazem roku 1922 uzavřela Rapallskou smlouvu. Smlouva znamenala vzdání se náhrady válečných reparací, obnovu doplomatické styky a navázání spolupráce i řadě oblastí, včetně spolupráce vojenské. Německo, kterému po prohrané válce Versailleská smlouva mimo jiné zakázala letectvo a tanky, mohlo v Sovětském svazu využívat sdílena výcviková zařízení, jako byla tanková škola v Kazani a letecká škola v Lipecku a tím Versailleskou smlouvu obcházet.
V SSSR rovněž působily skupiny německých konsturktérů, z nichž skupina vedená Eduardem Groteem přijela v březnu 1930, aby pracovala na perspektivních tancích pro Rudou armádu. V leningradském závodě Bolševik pro ni byla vytvořena konstrukční kancelář AVO-5. Její součástí byli i mladí sovětští inženýři, aby tam sbírali zkušenosti. V dubnu 1930 Grote představil čtyř návrhy těžkých tanků, z nichž jeden byl schválen a jeho prototyp objednán pod označením TG (Tank Grote). Úkolem tanku bylo prolamování nepřátelských lininí, proto měl silnou výzbroj a pancéřování a zároveň být co nejrychlejší.
Výroba prototypu probíhala v podmínkách utajení. Provázely jí obtíže. Kvůli zpoždění ve vývoji motoru Grote byl provizorně osazen leteckým motorem M-6 a kvůli zkroucení spodní dělové věže, byla tato věž ke korbě prototypu přivařena napevno, což následně vedlo k vyšetřování podezření ze sabotáže. Prototyp tanku byl testován od června do října 1931. Zkoušky ukázaly, že se prototyp podařil, dosahoval předpokládané rychlosti a dobře manévroval. Chválena byla například jeho převodovka a systém řízení. Tank však nebyl doporučen pro sériovou výrobu a byl označen za experimentální. Významnou roli přitom hrála i velmi vysoká cena tanku. Prototyp byl později uložen v Kubince, kde jeho stopa končí, pravděpodobně byl sešrotován. Zájmu o těžké několikavěžé tanky se však země nevzdala a další vývoj vedl k sériové výrobě tanku T-35 a prototypům tanků SMK a T-100.

## Konstrukce

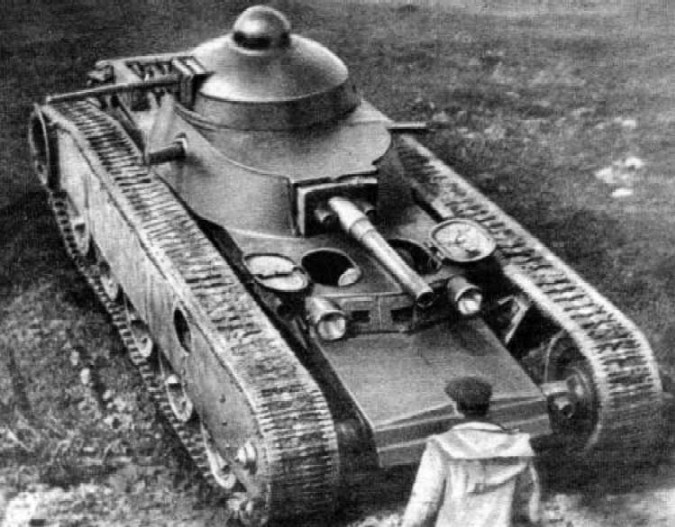
Tank Grote během zkoušek

Tank měl moderní a neortodoxní design. Měl svařovanou korbu, což byl moderní přístup v době, kdy převažovalo nýtování. Přední pancíř měl sílu 38–50 mm, boční 16 mm a zádní stěna, dno a strop trupu měly sílu 10 mm. Trup tanku byl velmi nízký a téměř nepřesahoval výšku pásové soustavy. Bojový prostor se nacházel uprostřed korby. Pětičlennou osádku tvořili velitel/střelec, řidič/mechanik, pomocník/kulometčík, střelec a nabíječ. Dva muži seděli v korvě a tři ve věžích. Do tanku se vstupovalo bočními poklopy. Hlavní výzbrojí byl 76,2mm kanón A-19 s palebným průměrem padesát nábojů, který doplňoval 37mm kanón PS-2 s palebným průměrem osmdesát nábojů. Umístěny byly ve dvoupatrové dělové věži s kruhovým půdorysem, silnější kanón byl ve spodní věži s oválným půdorysem. Horní část s 37mm kanónem se měla otáčet nezávisle na spodní části. Doplňovaly je tři 7,62mm kulomety Maxim, uložené v kulových závěsech v bocích a zadní stěně věže a dále dva 7,62mm kulomety DT, střílející průřezy v boční pancéřové desce. Motor, převodovka a směrové ústrojí byly uloženy v zadní části korby. Podvozek měl pět pojezdových kol, napínací kola vpředu, hnací kola vzadu a šest podpůrných kladek. Pásy dle Groteho návrhu byly převážně gumové, nebyly kryty blatníky. Tank měl pohánět vzduchem chlazený vidlicový zážehový osmiválec Groteho konstrukce o předpokládaném výkonu 186 kW. Jeho vývoj nebyl dokončen, a proto tank provizorně poháněl letecký vidlicový osmiválec M-6 o výkonu 300 k. Tank měl mít dosah 305 km. Nejvyšší rychlost dosahovala 34 km/h.